# جک هتفیلد
جک هتفیلد (انگلیسی: Jack Hatfield; ۱۵ اوت ۱۸۹۳ – ۳۰ مارس ۱۹۶۵) شناگر اهل بریتانیا بود.
وی در مسابقات کشوری و بین‌المللی در مجموع برندهٔ ۲ مدال نقره، ۱ مدال برنز شده‌است.